# Semelhança de triângulos
Semelhança de triângulos é um tipo de relação que é estabelecida entre triângulos quando eles possuem os lados proporcionais e os ângulos congruentes.

## Definição
Dois triângulos são semelhantes se, e somente se, possuem os três ângulos ordenadamente congruentes e os lados homólogos proporcionais.
Sendo que dois lados homólogos (homo=mesmo, logos=lugar) são tais que cada um deles está em um dos triângulos e ambos são opostos a ângulos congruentes.
{\displaystyle \triangle {ABC}\sim \triangle {A'B'C'}\qquad \Longleftrightarrow \qquad \left({\begin{matrix}{\hat {A}}\equiv {\hat {A'}}\\{\hat {B}}\equiv {\hat {B'}}\\{\hat {C}}\equiv {\hat {C'}}\end{matrix}}\qquad {\text{e}}\qquad {\frac {a}{a'}}={\frac {b}{b'}}={\frac {c}{c'}}\right)}

### Razão de semelhança
Sendo {\displaystyle k} a razão de semelhança entre os lados homólogos, temos:
{\displaystyle {\frac {a}{a'}}={\frac {b}{b'}}={\frac {c}{c'}}=k}.
Então chamamos {\displaystyle k} de razão de semelhança entre dois triângulos.
Observe também que,  se {\displaystyle k=1}, os triângulos são congruentes.

## Propriedades
Da definição de triângulos semelhantes decorrem as seguintes propriedades:
- Reflexiva: todo triângulo é semelhante a si mesmo.

{\displaystyle \triangle {ABC}\sim \triangle {ABC}}
- Simétrica: se um triângulo é semelhante a outro, esse outro é semelhante ao primeiro.

{\displaystyle \triangle {ABC}\sim \triangle {RST}\qquad \Longleftrightarrow \qquad \triangle {RST}\sim \triangle {ABC}}
- Transitiva: se um triângulo é semelhante a outro, que por sua vez é semelhante a um terceiro triângulo, temos que o primeiro e o terceiro triângulo também são semelhantes.

{\displaystyle \triangle {ABC}\sim \triangle {RST}\quad {\text{e}}\quad \triangle {RST}\sim \triangle {XYZ}\qquad \Longleftrightarrow \qquad \triangle {ABC}\sim \triangle {XYZ}}

### Teorema Fundamental
Se uma reta é paralela a um dos lados de um triângulo e intercepta os outros dois em pontos distintos, então o triângulo que ela determina é semelhante ao primeiro.

Para demonstrar que dois triângulos são semelhantes é, conforme a definição, necessário demonstrar que eles têm ângulos ordenadamente congruentes e lados homólogos proporcionais.
Portanto, essa demonstração será divida em duas partes, para demonstrar a relação entre os ângulos e os lados.

#### 1° Parte: Ângulos congruentes
Tem-se, por hipótese que {\displaystyle {\overleftrightarrow {DE}}//{\overleftrightarrow {BC}}}.
Assim percebe-se que, pelo postulado das paralelas, temos:
{\displaystyle {\hat {D}}\equiv {\hat {B}}} e {\displaystyle {\hat {E}}\equiv {\hat {C}}}, pois são ângulos correspondentes.
O ângulo {\displaystyle {\hat {A}}} é comum aos dois triângulos.
Logo os dois triângulos possuem ângulos ordenadamente congruentes.

#### 2° Parte: Lados homólogos proporcionais
Por se tratar de um par de paralelas cortadas por duas transversais, é possível utilizar o teorema de Tales.
Fazendo isso, pode-se observar a relação:
{\displaystyle {\frac {AD}{AB}}={\frac {AE}{AC}}}

É possível construir uma paralela a {\displaystyle {\overleftrightarrow {AB}}} que passe por {\displaystyle E}.
Assim, essa paralela interceptará {\displaystyle {\overline {BC}}} em um ponto {\displaystyle F}.
Essa construção garante que: {\displaystyle {\overleftrightarrow {EF}}//{\overleftrightarrow {AB}}}
Logo o quadrilátero {\displaystyle BDEF} é um paralelogramo.
Sendo assim: {\displaystyle {\overline {DE}}\equiv {\overline {BF}}} e {\displaystyle {\overleftrightarrow {DE}}//{\overleftrightarrow {BF}}} .
Utilizando mais uma vez o teorema de Tales (dessa vez com {\displaystyle {\overleftrightarrow {EF}}} e {\displaystyle {\overleftrightarrow {AB}}} sendo paralelas e {\displaystyle {\overleftrightarrow {AC}}} e {\displaystyle {\overleftrightarrow {BC}}} transversais) obtêm-se:
{\displaystyle {\frac {AE}{AC}}={\frac {BF}{BC}}}
Como {\displaystyle DE=BF}, pode-se escrever:
{\displaystyle {\frac {AE}{AC}}={\frac {DE}{BC}}}
Logo:
{\displaystyle {\frac {AD}{AB}}={\frac {AE}{AC}}={\frac {DE}{BC}}}
E então têm-se que os lados homólogos são proporcionais.
Como os dois triângulos têm os ângulos ordenadamente congruentes e os lados homólogos proporcionais, então eles são semelhantes, por definição.
Logo, se uma reta paralela a um dos lados de um triângulo intercepta os outros dois em pontos distintos, então o triângulo que ela determina é semelhante ao primeiro.

## Casos ou critérios de semelhança

### 1° Caso
Se dois triângulos possuem dois ângulos ordenadamente congruentes, então eles são semelhantes.

#### Demonstração

Queremos demonstrar que, para dois triângulos {\displaystyle \triangle {ABC}} e {\displaystyle \triangle {A'B'C'}}, vale:
{\displaystyle {\hat {A}}\equiv {\hat {A'}}\quad {\text{e}}\quad {\hat {B}}\equiv {\hat {B'}}\qquad \Longrightarrow \qquad \triangle {ABC}\sim \triangle {A'B'C'}}
Para demonstrar isso, é útil supor, sem perda de generalidade, que os triângulos não são congruentes e que {\displaystyle {\overline {AB}}>{\overline {A'B'}}}
Seja {\displaystyle D} um ponto de {\displaystyle {\overline {AB}}} tal que {\displaystyle {\overline {AD}}\equiv {\overline {A'B'}}} e seja o triângulo {\displaystyle ADE} com {\displaystyle {\hat {D}}\equiv {\hat {B'}}} e {\displaystyle E} no lado {\displaystyle {\overline {AC}}}.
Assim, é possível observar a seguinte congruência entre triângulos:
{\displaystyle {\hat {A}}\equiv {\hat {A'}}\quad {\text{e}}\quad {\overline {AD}}\equiv {\overline {A'B'}}\quad {\text{e}}\quad {\hat {D}}\equiv {\hat {B'}}\quad (ALA)\qquad \Longrightarrow \qquad \triangle {ADE}\equiv \triangle {A'B'C'}}
Observe que, como {\displaystyle {\hat {B}}\equiv {\hat {B'}}} (por hipótese) e {\displaystyle {\hat {B'}}\equiv {\hat {D}}} (por construção), tem-se que {\displaystyle {\hat {B}}\equiv {\hat {D}}}, o que implica {\displaystyle {\overleftrightarrow {DE}}//{\overleftrightarrow {BC}}}.
Conforme o teorema fundamental da semelhança, demonstrado acima, temos que {\displaystyle {\overleftrightarrow {DE}}//{\overleftrightarrow {BC}}} implica {\displaystyle \triangle {ABC}\sim \triangle {ADE}}.
Visto que {\displaystyle \triangle {ADE}\equiv \triangle {A'B'C'}}, vale que {\displaystyle \triangle {ABC}\sim \triangle {A'B'C'}}.
Logo, para que dois triângulos sejam semelhantes, basta que dois de seus ângulos sejam ordenadamente congruentes.

### 2° Caso
Se dois lados de um triângulo são proporcionais aos homólogos de outro triângulo e os ângulos compreendidos são congruentes, então os dois triângulos são semelhantes.
A demonstração desse caso é análoga a do 1° caso, porém se utiliza de outro caso de congruência.

### 3° Caso
Se dois triângulos têm os lados homólogos proporcionais, então eles são semelhantes.
A demonstração desse caso é análoga à demonstração dos dois casos anteriores, porém utiliza outro caso de congruência.

## Propriedades notáveis
Seja dois triângulos semelhantes nos quais a razão de semelhança é {\displaystyle k}, vale:
- a razão entre os perímetros é {\displaystyle k};
- a razão entre as alturas homólogas é {\displaystyle k};
- a razão entre as medianas homólogas é {\displaystyle k};
- a razão entre as bissetrizes internas homólogas é {\displaystyle k};
- a razão entre os raios dos círculos inscritos é {\displaystyle k};
- a razão entre os raios dos círculos circunscritos é {\displaystyle k}.

Ou seja, a razão entre dois elementos lineares homólogos é {\displaystyle k}.
Quanto à áreas temos os seguintes resultados: a razão entre as áreas de dois triângulos semelhantes é {\displaystyle k^{2}}

### Demonstrações
Demonstrações das propriedades anteriores.

#### Razão entre os perímetros

Triângulos semelhantes

Se dois triângulos são semelhantes de razão {\displaystyle k}, então a razão entre os perímetros também é {\displaystyle k}.
Assim, seja os triângulos {\displaystyle \triangle {ABC}} e {\displaystyle \triangle {A'B'C'}}, temos:
{\displaystyle \triangle {ABC}\sim \triangle {A'B'C'}\qquad \Longrightarrow \qquad {\frac {a}{a'}}={\frac {b}{b'}}={\frac {c}{c'}}=k}.
Para essa demonstração é útil escrever essas relações da seguinte forma: {\displaystyle {\begin{cases}a=a'.k\\b=b'.k\\c=c'.k\end{cases}}}
Visto que o perímetro é a soma da medida de todos os lados, tem-se:
{\displaystyle p=a+b+c} (perímetro de {\displaystyle \triangle {ABC}})
{\displaystyle p'=a'+b'+c'} (perímetro de {\displaystyle \triangle {A'B'C'}})
Assim, tem-se que a razão entre os perímetros é:
{\displaystyle {\frac {p}{p'}}={\frac {a+b+c}{a'+b'+c'}}={\frac {a'.k+b'.k+c'.k}{a'+b'+c'}}={\frac {k.(a'+b'+c')}{a'+b'+c'}}=k}
Logo a razão entre os perímetros de dois triângulos semelhantes é igual à razão entre os triângulos.

#### Razão entre as alturas

Imagem para demonstração

Se dois triângulos são semelhantes de razão {\displaystyle k}, então a razão entre as alturas também é {\displaystyle k}.
Por hipótese, tem-se:
{\displaystyle \triangle {ABC}\sim \triangle {A'B'C'}\qquad \Longrightarrow \qquad {\frac {a}{a'}}={\frac {b}{b'}}={\frac {c}{c'}}=k\quad {\text{e}}\quad {{\hat {A}}\equiv {\hat {B}}\equiv {\hat {C}}}}
Seja o segmento {\displaystyle {\overline {CH}}} altura relativa ao vértice {\displaystyle C} em {\displaystyle \triangle {ABC}} e o segmento {\displaystyle {\overline {C'H'}}} altura relativa ao vértice {\displaystyle C'} em {\displaystyle \triangle {A'B'C'}}, tem-se:
{\displaystyle C{\hat {H}}B=C'{\hat {H'}}B'=90^{\circ }}
Como {\displaystyle C{\hat {H}}B=C'{\hat {H'}}B'=90^{\circ }} e {\displaystyle {\hat {B}}\equiv {\hat {B'}}}, temos que {\displaystyle \triangle {CHB}\sim \triangle {C'H'B'}}.
Dessa semelhança, obtêm-se:
{\displaystyle {\frac {a}{a'}}={\frac {CH}{C'H'}}={\frac {HB}{H'B'}}}
Como {\displaystyle CH=h}, {\displaystyle C'H'=h'} e {\displaystyle {\frac {a}{a'}}=k}, pode-se escrever:
{\displaystyle {\frac {h}{h'}}=k}.
Logo a razão entre as medidas das alturas de dois triângulos semelhantes é igual à razão de semelhança entre os triângulos.

#### Razão entre as áreas
Se dois triângulos são semelhantes de razão {\displaystyle k}, então a razão entre as áreas é {\displaystyle k^{2}}.
Assim, seja os triângulos {\displaystyle \triangle {ABC}} e {\displaystyle \triangle {A'B'C'}}, temos:

Imagem para demonstração da razão entre as áreas de triângulos semelhantes

{\displaystyle \triangle {ABC}\sim \triangle {A'B'C'}\qquad \Longrightarrow \qquad {\frac {a}{a'}}={\frac {b}{b'}}={\frac {c}{c'}}=k}
Sendo {\displaystyle h} a medida da altura relativa ao lado {\displaystyle {\overline {AB}}} de {\displaystyle \triangle {ABC}} e {\displaystyle h'} a medida da altura relativa ao lado {\displaystyle {\overline {A'B'}}} de {\displaystyle \triangle {A'B'C'}}, temos também que:
{\displaystyle {\frac {h}{h'}}=k}.
Observe também que {\displaystyle {\overline {AB}}=c} e {\displaystyle {\overline {A'B'}}=c'}.
Então, é possível calcular a razão entre a área dos triângulos:
{\displaystyle {\frac {A_{ABC}}{A_{A'B'C'}}}={\frac {\frac {c.h}{2}}{\frac {c'.h'}{2}}}={\frac {c.h}{2}}.{\frac {2}{c'.h'}}={\frac {c}{c'}}.{\frac {h}{h'}}=k.k=k^{2}}
Logo a razão entre as medidas das áreas de dois triângulos semelhantes é igual ao quadrado da razão entre os triângulos.
1. ↑  «Semelhança de triângulos - Brasil Escola». Brasil Escola. Consultado em 4 de dezembro de 2016
2. 1 2  Dolce, Osvaldo (2013). Fundamentos de matemática elementar 9: Geometria plana. São Paulo: Atual